# Râul Bujor
Râul Bujor este un curs de apă afluent al râului Finiș. 

## Hărți
- Harta munții Codru Moma  Arhivat în 9 iunie 2008, la Wayback Machine.
- Harta munții Apuseni